# Bernhard Stübecke
Bernhard Stübecke (* 6. Mai 1904 in Westig; † 2. August 1964 in Iserlohn) war ein deutscher Radrennfahrer.

## Sportliche Laufbahn
Stübecke war im Straßenradsport aktiv. Er war Teilnehmer der Olympischen Sommerspiele 1928 in Amsterdam. Nach einer Knieverletzung gab er das olympische Straßenrennen auf. Zu diesem Zeitpunkt fuhr er in der Spitzengruppe. Deutschland kam mit den Startern Bernhard Stübecke, Paul Koch, Arthur Essing und Otto Kürschner nicht in die Mannschaftswertung.
Stübecke startete für den „RC Schwalbe 07 Westig“. Bei den Straßenradsport-Weltmeisterschaften 1928 in Budapest kam er im Weltmeisterschaftsrennen beim Sieg von Allegro Grandi auf den 7. Platz. Er war damit bester deutscher Amateur. Ebenfalls 1928 siegte Stübecke im Eintagesrennen Rund um Leipzig und bei den Amateuren in der Harzrundfahrt. Direkt nach den Olympischen Spielen wurde er Berufsfahrer und blieb bis 1933 Radprofi. 1930 gewann er eine Etappe der Deutschlandrundfahrt. Stübecke nahm an rund 25 Sechstagerennen teil. Dabei holte er zweite Plätze in Minneapolis 1931, in Milwaukee und in Toronto 1932.